# Stary Ujazd
Stary Ujazd (dodatkowa nazwa w j. niem. Alt Ujest) – wieś w Polsce, położona w województwie opolskim, w powiecie strzeleckim, w gminie Ujazd.
| SIMC    | Nazwa     | Rodzaj     |
| ------- | --------- | ---------- |
| 0504462 | Ferdynand | przysiółek |
| 0504456 | Kopanina  | przysiółek |

W okresie hitlerowskiego reżimu w latach 1936-1945 miejscowość nosiła nazwę Alt Bischofstal.
Od 1 grudnia 1945 do 31 grudnia 1968 w granicach Ujazdu.
W latach 1975–1998 wieś administracyjnie należała do ówczesnego województwa opolskiego.